# Stazione di Nogent - Le Perreux
La stazione di Nogent - Le Perreux (in francese Gare de Nogent - Le Perreux) è una stazione ferroviaria della linea Parigi-Mulhouse. È situata in place du Théâtre, al confine tra i comuni di Nogent-sur-Marne e Le Perreux-sur-Marne.

## Storia

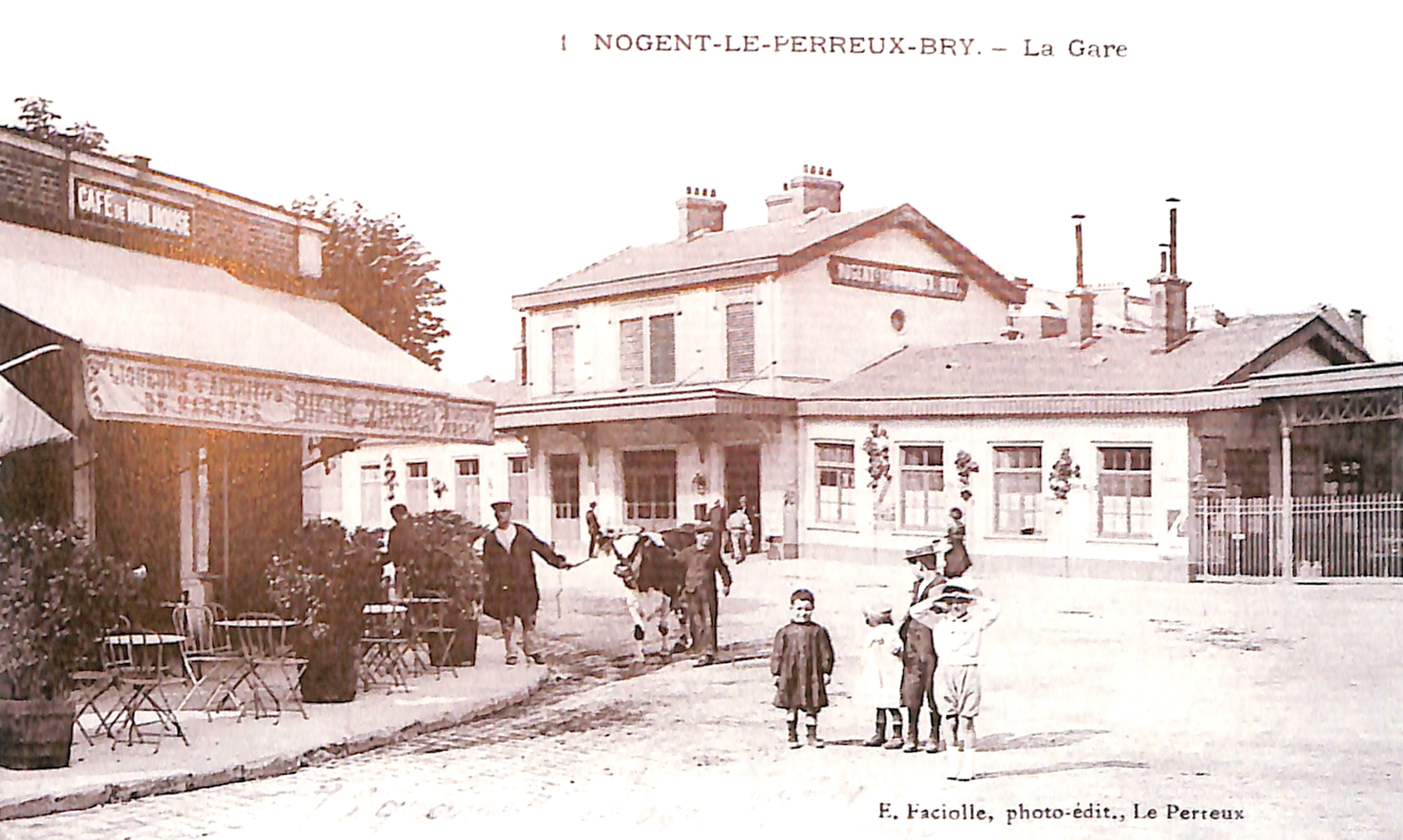
Il primo fabbricato viaggiatori.

La stazione fu messa in servizio il 7 luglio 1856 dalla Compagnie des chemins de fer de l'Est con l'attivazione del segmento proveniente da Noisy-le-Sec e di Nogent - Le Perreux.
Il fabbricato viaggiatori, costruito nel 1857, è stato demolito nel 1983. Dal 30 agosto 1999 è servita da treni RER.

## Movimenti
La stazione è servita dai treni della Linea RER E.